# Roger Provost (cyclisme)
Pour le journaliste, agent d'assurance et syndicaliste québécois, voir Roger Provost. Pour les articles homonymes, voir Provost.
Roger Provost, né le 16 octobre 1933 à Nantes et mort le 22 juin 2006 à Saint-Herblain,,, est un coureur cycliste français. Il participe à des compétitions dans les années 1950 et 1960.

## Biographie
Roger Provost a été licencié à la Pédale Nantaise, à la Pédale Chantenaysienne et à l'UC Rezé. Ancienne figure du cyclisme nantais, il s'est principalement illustré dans des courses régionales. Il bénéficie également d'un contrat professionnel au sein de l'équipe Peugeot-BP-Dunlop au début des années 1960. Malgré quelques accessits, il ne parvient pas à s'imposer au plus haut niveau. 
Il met un terme à sa carrière sportive à l'issue de la saison 1964.

## Palmarès
- 1952
  - Championnat d'Anjou sur route[3]
  - Championnat d'Anjou des sociétés[3]
- 1953
  - 2e de Nantes-Angers-Nantes
- 1954
  - Championnat d'Anjou des sociétés[3]
  - Nantes-Saint-Nazaire-Nantes
  - 2e du Circuit de la Sarthe
  - 3e de Nantes-Les Sables-d'Olonne
- 1955
  - Championnat d'Anjou des sociétés[3]
  - 2e étape du Circuit du Bocage vendéen[3]
  - 2e du Circuit du Bocage vendéen
- 1956
  - Championnat d'Anjou des sociétés[3]
  - 2e de Nantes-Saint-Nazaire-Nantes
- 1957
  - Championnat d'Anjou des sociétés[3]
  - Nantes-Saint-Nazaire-Nantes
- 1958
  - Championnat d'Atlantique-Anjou indépendants[3]
  - Championnat d'Anjou des sociétés[3]
- 1959
  - Championnat d'Anjou des sociétés[3]
  - 2e du championnat de France des sociétés